# Pleasant Jackson Philips
Pour les articles homonymes, voir Philips (homonymie).
Pleasant Jackson Philips (3 juillet 1819 – 12 octobre 1876) est un planteur américain, banquier et soldat. Il sert en tant que colonel et brigadier général confédéré de la milice de la Géorgie pendant la guerre de Sécession. En tant que général de la milice, il commande la force d'infanterie confédérée de la milice de Géorgie lors de la bataille de Griswoldville de 1864, en Géorgie. Après la guerre, il reprend sa carrière bancaire.

## Avant la guerre
Pleasont J. Philips naît en 1819, en Géorgie. Son nom de famille est souvent orthographié comme « Phillips » toutefois sa pierre tombale, sa signature, et la dédicace d'une épée de présentation mentionnent toutes « Philips ». Il est fils de Charles Phillips, un soldat américain de la Caroline du Nord (membre de la Chambre des représentants de la Géorgie en 1821 et 1822, du Sénat de la Géorgie en 1823, et général de la milice de Géorgie de 1825-1828) et son épouse Anne Nicks. Pleasant Philips prospère en tant que propriétaire d'une plantation et d'esclaves dans le comté de Harris, ainsi que président la banque de Brunswick. Il épouse Laura Osborne dans le comté de Harris, en Géorgie , le 19 novembre 1838, selon le comté de mariage des registres. En 1860, il a déménagé à Columbus, et est également très actif dans la milice de l'État de Géorgie, atteignant le grade de commandant en 1861.

## Guerre de Sécession
Lorsque la guerre de Sécession éclate en 1861, Philips choisit de suivre son État natal, la Géorgie et la cause confédérée. Le 18 novembre, il est élu colonel du 31st Georgia Infantry, prenant le commandement du régiment le lendemain. Philips est ensuite envoyé à Savannah, en Géorgie, où il passe l'hiver. Au cours de la réorganisation de l'armée confédérée au printemps de 1862, Philips n'est pas réélu et démissionne de la commission le 13 mai. Le jour même commandant Clement A. Evans est nommé colonel et remplace Philips au commandement du 31st Georgia.
Après avoir démissionné, Philips retourne chez lui à Colombus. Le 7 juillet 1862, il est nommé brigadier général dans la milice de Géorgie, et passe une brève période en service en Virginie. En 1863, à la suite de la réorganisation des forces de l'État, il est nommé colonel et commandant de l'un des districts militaires la Géorgie. En 1864, Philips est de nouveau brigadier général, commandant la deuxième brigade de la première division de la milice. En juillet de cette force reçoit l'ordre de rejoindre l'armée du Tennessee durant le siège d'Atlanta, affecté à la division de Bate du corps du lieutenant général S. D. Lee, le long de la route de Sandtown, au cours de la bataille d'Utoy Creek du 1er au 10 août 1864, et servant tout au long de le siège jusqu'en septembre.

### Griswoldville
À la suite de la reddition d'Atlanta en 1864, Philips et son commandement retournent en Géorgie et les hommes ont droit à 30 jours de congé, leur donnant le temps de procéder aux récoltes. A l'automne, sa force est séparée de l'armée du Tennessee et reçoit l'ordre de s'opposer à la marche vers la mer de Sherman, combattant lors de la bataille de Griswoldville près de Macon le 22 octobre à la suite d'une marche de quatre heures de Macon. Espérant ralentir sinon bloquer la progression de l'armée de l'Union la Géorgie, la force de cavalerie du major général Joseph Wheeler attaque la cavalerie de l'Union autour de Macon. Wheeler obtient quelques succès, mais l'infanterie commandée par le brigadier général Charles C. Walcutt arrive pour soutenir les troupes de l'Union, ce qui contraint Wheeler à reculer et puis prendre une position défensive. Philips et sa division de la milice (décrite comme « mal équipée, mal formée ») attaquent cette position à trois reprises et sont repoussés. Les assauts sont décrits comme suit :

« Dès qu'ils se sont approchés de nos mousquets, un feu terrible s'est déversé dans leurs rangs, faisant une exécution effrayante ... ils ont quand même avancé et sont arrivés à moins de 45 yards (41 m) de nos ouvrages. Ici, ils ont tenté de réformer leur ligne, mais les tirs étaient si destructeurs qu'ils ont été contraints de se retirer. »

Les confédérés perdent environ 51 morts et 472 blessés plus de 600 disparus, comparativement à moins de 100 hommes pour les pertes de l'Union. Avant ce combat, le commandant de Philips, G. W. Smith, avait ordonné à la milice de ne pas engager les soldats de l'Union qui progressaient, mais Philips a pensé qu'il avait trouvé une brigade isolée et non soutenue et a attaqué, désobéissant clairement aux instructions de Smith. Il fait l'objet de beaucoup de critiques pour ses actions, et la rumeur selon laquelle il était ivre au moment crucial se répand. L'attaque fougueuse mais vaine par Philips est décrite comme « ...bien qu'elle reflète un grand mérite de bravoure des forces confédérées et de l'État engagées, elle a été inutile, inattendue et totalement improductive ». À la suite de l'action à Griswoldville, Philips démissionne du service confédéré en novembre.

## Après la guerre
Après avoir démissionné, Philips retourne à Columbus, en Géorgie, et reprend ses activités bancaires. Il décède à son domicile à Wynnton en 1876, et est enterré dans le cimetière de Linnwood à Columbus.